# Jörg Zander
Jörg Zander (Rating, 1964. február 15.) az egyik legelismertebb szakember a Formula–1-es fejlesztőmérnökök között.

## Életpályája
A kötelező katonai szolgálat után Zander a kölni Műszaki Főiskolán szerzett gépészmérnöki diplomát, és 1990 óta kizárólag az autóversenynek szenteli tudását; főleg rali-, túra-, majd Formula–1-es autókra szakosodva. Karrierje a Toyotánál kezdődött gyakornokként Kölnben, ahol 1999-ig főleg futóművek hidraulikájának finomításával, modernizálásával foglalkozott. 2002-ben váltott, s a BAR-Hondához került, mint a technikusok főnöke. 2005 szeptembere óta a Williams tervezőmérnöke, 2006. július 1-jétől pedig a BMW Formula–1-es istálló főmérnöke.